# Diana Prazak
Diana Prazak, född 20 juli 1979 i Melbourne, är en australisk professionell kvinnlig boxare. Hon har i januari 2020 tretton vinster och tre förluster. Som amatör har hon fått sex vinster utan förluster. Hon har även blivit tilldelad WBC-bältet, vilket hon har haft sedan 2013.
Prazak var den 14 juni 2013, då hon vann WBC-bältet, den boxaren som slog ner boxaren Frida Wallberg på en knockout under Golden Ring-galan i Stockholm. Det slutade med att Wallberg fördes till sjukhus där det senare visade sig att hon hade fått en form av hjärnblödning.